# امانوئل ژوزف سیس
امانوئل ژوزف سِیِس (فرانسوی: Emmanuel Joseph Sieyès‎؛ ۳ مهٔ ۱۷۴۸ – ۲۰ ژوئن ۱۸۳۶) سیاستمدار، کشیش کاتولیک و نویسنده سیاسی اهل فرانسه بود.
وی که یکی از برجسته‌ترین نظریه‌پردازان انقلاب فرانسه بود، در سال ۱۷۹۹ عضو دیرکتوار و از سال ۱۷۹۲ تا ۱۷۹۵ عضو کنوانسیون ملی فرانسه بوده‌است.

## کمک به علوم اجتماعی
در سال ۱۷۹۵، سیس یکی از اولین اعضای فرهنگستان علوم اخلاقی و سیاسی فرانسه شد. هنگامی که فرهنگستان فرانسه در سال ۱۸۰۳ سازماندهی مجدد شد، او در طبقه دوم انتخاب گردید و به جای صندلی ۳۱، ژان سیلوان بیی انتخاب شد که در ۱۲ نوامبر ۱۷۹۳ در دوران حکومت ترور، گیوتین شده بود. با این حال، پس از دومین بازگشت بوربون‌ها به سلطنت فرانسه در سال ۱۸۱۵، سیس به دلیل نقشش در اعدام پادشاه لوئی شانزدهم اخراج شد و با مارکیز لالی-تولندال جایگزین شد که با فرمان سلطنتی به فرهنگستان منصوب شد.
در سال ۱۷۸۰، سیس اصطلاح «جامعه‌شناسی» (به فرانسوی: sociologie) را در یک دست نوشته منتشر نشده ابداع کرد. این اصطلاح پنجاه سال بعد دوباره توسط فیلسوف و جامعه‌شناس فرانسوی، آگوست کنت برای اشاره به علم جامعه استفاده شد که در انگلیسی به عنوان جامعه‌شناسی (به انگلیسی: sociology) شناخته می‌شود.